# Онджер, Джефф
Дже́ффри «Джефф» Э́двард Ре́ймер О́нджер (англ. Geoffrey "Geoff" Edward Ramer Aunger; род. 4 февраля 1968[…], Ред-Дир, Альберта) — канадский футболист. Выступал за сборную Канады.

## Карьера

### Клубная карьера
Играл в юношеской футбольной команде «Кокуитлам Метро-Форд Соккер Клаб».
Профессиональную карьеру Онджер начал в 1987 году в Канадской футбольной лиге и выступал там все шесть лет её существования, сменив пять разных клубов: «Ванкувер Эйти Сиксерс», «Виннипег Фьюри», «Виктория Вистас», «Гамильтон Стилерс» и «Лондон Лейзерс». Вернулся в «Эйти Сиксерс», когда они присоединились к Американской профессиональной футбольной лиге в сезоне 1993 года.
Также, играя за футбольную команду Технологического института Британской Колумбии, в сезонах 1989/90 и 1990/91 включался в символическую сборную Канадской ассоциации студенческого спорта.
Решив попытать свои силы в Англии, Онджер присоединился к клубу Первого дивизиона Футбольной лиги «Лутон Таун», но игроком стартового состава «шляпников» стать не сумел, в сезоне 1993/94 сыграл только в пяти матчах и забил один гол. Кратковременное пребывание в клубе Второго дивизиона Футбольной лиги «Честер Сити» для него также не увенчалось успехом, в первой половине сезона 1994/95 он сыграл лишь в пяти матчах.
В 1995 году Онджер вновь вернулся в «Эйти Сиксерс», которые выступали в Эй-лиге. Также играл в шоубол за команду «Милуоки Уэйв» в сезоне Национальной профессиональной футбольной лиги 1995/96.
6 февраля 1996 года на инаугуральном драфте MLS Онджер был выбран в 13-м раунде под общим 125-м номером клубом «Нью-Инглэнд Революшн». В сезоне 1996 стал лидером бостонцев по количеству матчей в стартовом составе и минут, проведённых на поле. В начале марта 1997 года «Нью-Инглэнд Революшн» отчислил игроков сборной Канады Джеффа Онджера и Марка Уотсона.
1 апреля 1997 года Онджер и Уотсон подписали контракты с клубом Эй-лиги «Сиэтл Саундерс». 15 июля 1997 года в Матче всех звёзд Эй-лиги он забил гол.
Онджер ещё раз попытался закрепиться в Англии и 19 декабря 1997 года подписал контракт с клубом Первого дивизиона Футбольной лиги «Стокпорт Каунти», но сыграл за «Стокпорт» лишь один раз, выйдя на замену в матче против «Ноттингем Форест» на следующий день после подписания контракта.
1 февраля 1998 года на дополнительном драфте MLS Онджер был выбран в первом раунде под шестым номером клубом «Ди Си Юнайтед». Был отобран на Матч всех звёзд MLS 1998, в котором звёздам лиги из США противостояли звёзды лиги из остального мира. 21 ноября 1999 года в матче за Кубок MLS 1999, в котором «Ди Си Юнайтед» обыграл «Лос-Анджелес Гэлакси» со счётом 2:0, вышел на замену в концовке.
6 февраля 2001 года Онджер был обменян в «Колорадо Рэпидз» на пик второго раунда (18-й общий номер выбора) супердрафта MLS 2001. В матче стартового тура сезона 2001 получил травму лодыжки и больше не играл за «Рэпидз». 16 ноября 2001 года «Колорадо Рэпидз» поместил Онджера в список отказов.

### Международная карьера
За сборную Канады Онджер дебютировал 2 апреля 1992 года в товарищеском матче со сборной Китая. 15 ноября 1992 года в матче квалификации чемпионата мира 1994 против сборной Бермудских Островов забил свой первый гол за сборную Канады. Принимал участие в Золотых кубках КОНКАКАФ 1993 и 1996.

## Достижения
Командные
 «Ди Си Юнайтед»
- Чемпион MLS (обладатель Кубка MLS): 1999
- Обладатель Кубка чемпионов КОНКАКАФ: 1998
- Обладатель Межамериканского кубка: 1998

Индивидуальные
- Участник Матча всех звёзд MLS: 1998